# Staré Město (Bruntál)
Staré Město (in tedesco Altstadt) è un comune della Repubblica Ceca facente parte del distretto di Bruntál, nella regione della Moravia-Slesia.